# Pożarki
Pożarki [pronunciación en polaco: /pɔˈʐarki/] (alemán Pohiebels) es un pueblo ubicado en el distrito administrativo de Gmina Kętrzyn, dentro del Condado de Kętrzyn, Voivodato de Varmia y Masuria, en Polonia del norte. Se encuentra aproximadamente a 9 kilómetros al sureste de Kętrzyn y a 72 kilómetros al noreste de la capital regional Olsztyn.
Antes de 1945, el área fue parte de Alemania (Prusia Oriental).